# Веский (эсминец)
«Веский» — эскадренный миноносец проекта 56 (код НАТО — «Kotlin class destroyer»).

## История строительства
Зачислен в списки ВМФ СССР 3 сентября 1952 года. Заложен на заводе № 199 им. Ленинского комсомола в Комсомольске-на-Амуре 30 января 1954 года (строительный № 82), спущен на воду 31 июля 1955 года. С 5 сентября по 14 октября — на швартовых испытаниях, 16 октября 1955 года на корабле поднят советский военно-морской флаг. С 28 декабря 1955 по 26 марта 1956 года — на государственных испытаниях, принят флотом 30 марта 1956 года, 13 апреля эсминец вступил в состав Советского Военно-Морского Флота.

## Служба
Корабль после вступления в строй вошёл в состав 175-й бригады эсминцев Тихоокеанского флота ВМФ СССР. После прохождения с 22 апреля 1958 по 28 февраля 1959 года текущего ремонта на «Дальзаводе» в сентябре-октябре 1959 года «Веский» в составе отряда кораблей совершил поход вокруг Японии по маршруту залив Стрелок — пролив Лаперуза — Корсаков — Корейский пролив — залив Стрелок.
1 октября 1961 года команда «Веского» спасла 9 лётчиков с самолёта Бе-6. В 1963 году корабль находился на учениях. С 24 января 1964 по 1 февраля 1965 года эсминец прошёл ремонт на «Дальзаводе». В период с 25 апреля по 26 июня 1965 года нёс боевую службу в Филиппинском море, прошёл за время службы 8250 морских миль. В 1966 году переведён в состав 9-й дивизии противолодочных кораблей.
19 апреля 1966 года эсминец вышел в 45-суточный поход к острову Гуам; в этом же году занял призовое место на Тихоокеанском флоте. В апреле-мае следующего года нёс боевую службу в Филиппинском море, завоевал приз Главнокомандующего ВМФ, с 8 мая выполнял слежение за АУГ «Хорнета»; 10 мая на левый борт корабля совершил намеренный навал американский эсминец «Уоллер», в ходе навал «Веский» получил повреждения, была потеряна шлюпка. В октябре 1967 корабль выходил в Филиппинское море для оказания помощи и сопровождения в базу атомной подводной лодки, в ноябре завоевал приз Главнокомандующего ВМФ по тактической и огневой подготовке, а также два приза Тихоокеанского флота.
В течение 2—17 февраля 1968 года «Веский» нёс боевую службу в Японском море с военным присутствием у берегов КНДР. В июле встал на ремонт на «Дальзаводе» (79-я брстремк). С 5 по 17 февраля 1969 — боевая служба в Японском море. 30 августа 1969 года корабль был отправлен в ремонт на «Дальзавод»; после его завершения 16 июля 1970 года, 3 августа «Веский» был перечислен из состава 9-й ДПЛК в состав 201-й БПЛК, а 22 декабря — в состав 175-й бригады ракетных кораблей.
С 16 по 21 марта, с 4 по 7 апреля и повторно с 21 по 25 апреля эскадренный миноносец выходил в море для слежения за кораблями ВМС США в Японском море. В период с 19 июня 1971 по 17 января 1972 «Веский» нёс боевую службу в Индийском океане со слежением за АУГ авианосца «Энтерпрайз». За время боевой службы корабль прошёл 32 120 морских миль, заходил в порты Бербера (Сомали) и Аден (Йемен). 15 марта 1972 года «Веский» передали в состав 193-й бригады противолодочных кораблей 10-й ОПЭСК, после чего с 10 мая по 30 июня 1972 года он нёс боевую службу в Тонкинском заливе, кораблём пройдено 5127 морских миль.
12 октября 1976 года корабль участвовал в спасении экипажа танкера «Тавричанка», потерпевшего бедствие в Восточно-Китайском море. С 6 декабря 1977 по 21 июля 1978 года «Веский» обеспечивал советское военное присутствие в Эфиопии. 17 августа 1978 года корабль встал на средний ремонт. 24 апреля 1979 эсминец вернулся в состав 193-й бригады противолодочных кораблей 10-й ОПЭСК. В 1979 году находился на учениях; в следующем году было принято решение о модернизации корабля на «Дальзаводе».
30 июля 1987 года приказом министра обороны «Веский» был исключён из списков судов ВМФ и 1 октября 1988 года расформирован. Позднее разобран на металл; по другим данным находится в полузатопленном виде в бухте Труда (остров Русский).

## Особенности конструкции
Эсминец вступил в строй с обтекателями линий валов и одним балансирным рулем. В период прохождения первого среднего ремонта на корабле заменили фок-мачту новой, усиленной конструкции, РЛС «Риф» заменили на РЛС «Фут-Н», а РЛС «Якорь-М» на РЛС «Якорь-М2»; усилили конструкции носовой надстройки. Во время второго среднего ремонта на эсминце заменили РЛС «Нептун» двумя РЛС «Дон» (с антенным постом на фок-мачте), на средней надстройке в районе кормового котельного кожуха установили два спаренных 25-мм автомата 2М-ЗМ, а перед носовой АУ СМ-2-1 — две 45-мм салютные пушки; также «Веского» оснастили СОТС МИ-110К, на корме (над шточными бомбометами) была смонтирована взлётно-посадочная площадка для проведения предполагавшихся испытаний беспилотного вертолёта.

## Известные командиры
Кораблём в разное время командовали:
- на 1 октября 1961 — капитан-лейтенант В. Зайцев;
- 1965 — капитан 2-го ранга И. Фроликов;
- 1967 капитан 2-го ранга А. Соболев;
- 1974 капитан 3-го ранга А.А. Самофал
- 1971 — капитан 3-го ранга Д. П. Череватый;
- 1978 — капитан 3-го ранга Н. И. Малинка.

## Бортовые номера
В ходе службы эсминец сменил ряд следующих бортовых номеров:
- № 409 (1954);
- № 022 (1960);
- № 426 (1969);
- № 407 (1971);
- № 408 (1972);
- № 778 (1978);
- № 718 (1979);
- № 707 (1981);
- № 715 (1982);
- № 726 (1985).